# Allein mit Giorgio
Allein mit Giorgio (Originaltitel: La cagna) ist ein französisch-italienisches Filmdrama von Marco Ferreri aus dem Jahr 1972 mit Catherine Deneuve und Marcello Mastroianni in den Hauptrollen. Als literarische Vorlage diente der Roman Melampus (1970) von Ennio Flaiano, der auch an der Entstehung des Drehbuchs beteiligt war.

## Handlung
Der Italiener Giorgio lebt auf einer kleinen einsamen Insel im Mittelmeer umgeben von den Überresten eines alten deutschen Luftwaffenstützpunkts. Seinen Lebensunterhalt verdient er mit dem Zeichnen von Karikaturen. Sein einziger Gefährte ist lediglich sein Hund Melampo. Eines Tages jedoch schwimmt eine junge Frau namens Liza von einer Yacht aus zur Insel. Ihren Geliebten, den Besitzer der Yacht, hat sie soeben verlassen. Am nächsten Tag will sie immer noch nicht zur Yacht zurück. Die Crew des luxuriösen Boots lädt daher ihre Sachen auf der Insel ab.
Schon kurz nach ihrem Kennenlernen kommen sich Giorgio und Liza näher. Nachdem er sie wieder an Land gebracht hat, ist sich Liza sicher, mit ihm auf der Insel leben zu wollen. Sie lässt sich erneut zur Insel bringen und fällt Giorgio glücklich in die Arme. Sie entwickelt jedoch schnell eine Eifersucht auf die enge Beziehung zwischen Giorgio und seinem Hund. Nachdem Liza ihren Rivalen um die Gunst Giorgios getötet hat, indem sie ihn bis zur Erschöpfung schwimmen und dann ertrinken lässt, beginnt sie, wie Melampo zuvor ein Halsband zu tragen und Stöckchen zu holen. Sie will Giorgios ganze Aufmerksamkeit, und es gefällt ihr, von ihm dominiert zu werden.
Ihr seltsames Zusammenleben findet ein abruptes Ende, als Giorgio aus familiären Gründen nach Paris zurückkehren muss. Von seinem Sohn erfährt er, dass seine Ehefrau einen Selbstmordversuch verübt hat. Bevor Giorgio die Insel in Richtung Festland verlässt, bittet er Liza, auf dem Eiland auf ihn zu warten. Kurz nach seiner Rückkehr in die Zivilisation, die er für immer hinter sich lassen wollte, taucht Liza bei ihm auf und bittet ihn, als ihr Herr unverzüglich zur Insel zurückzukehren, um gemeinsam weiterzuleben wie bisher. Obwohl Giorgios Ehefrau weiterhin labil erscheint, entscheidet sich Giorgio für ein Leben mit Liza. Nach ihrer Rückkehr tobt ein Sturm auf der Insel, der ihr Boot mit allen Geräten zum Fischfang ins offene Meer hinaustreibt. Nicht länger in der Lage sich zu ernähren, beschließen Giorgio und Liza, die Insel wieder zu verlassen. Zu diesem Zweck repariert Giorgio ein altes Flugzeug des Stützpunkts. Es bleibt jedoch offen, ob das Flugzeug letztlich abheben kann.

## Hintergrund

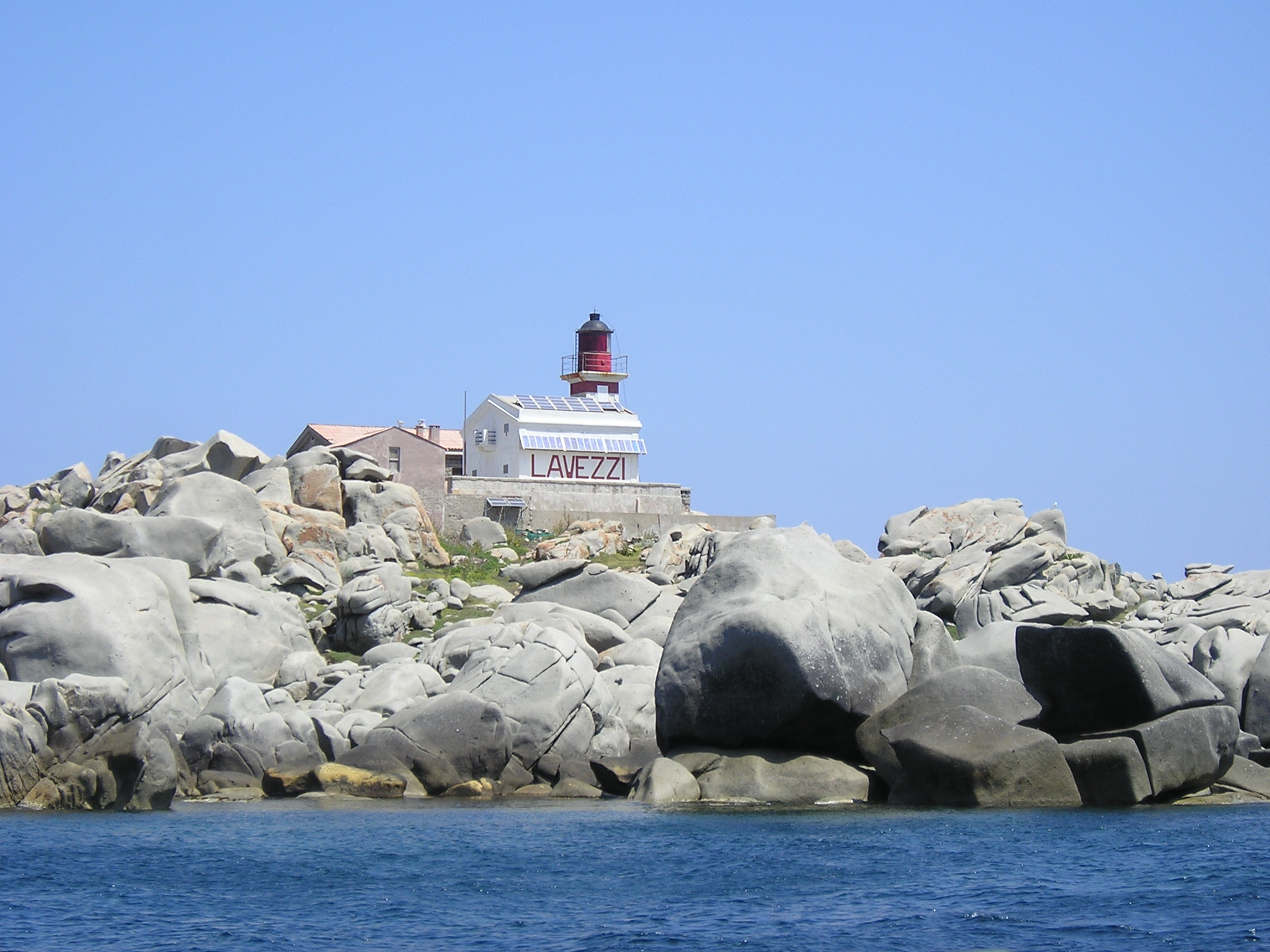
Die Île Lavezzi, der Hauptschauplatz des Films

Die Dreharbeiten fanden in Paris und auf der französischen Mittelmeerinselgruppe Îles Lavezzi statt. Regisseur Marco Ferreri und die beiden Hauptdarsteller Catherine Deneuve und Marcello Mastroianni, die während des Drehs auch privat ein Paar waren, drehten gemeinsam zwei Jahre später auch den Western Berühre nicht die weiße Frau (1974).
Allein mit Giorgio wurde am 3. Mai 1972 in Frankreich uraufgeführt. In Deutschland kam der Film am 12. Juli 1974 in die Kinos.

## Kritiken
„Nur die renommierten Hauptdarsteller entschädigen einigermaßen für inhaltliche Leere und formale Schludrigkeit“, urteilte das Lexikon des internationalen Films. Clarke Fountain vom All Movie Guide bezeichnete den Film als „dunkle, unkonventionelle Komödie“, die voller Symbolik stecke.

## Deutsche Fassung
Die deutsche Synchronfassung entstand 1973 bei der Berliner Synchron. Die Synchronregie führte Dietmar Behnke nach dem Dialogbuch von Lutz Arenz.
| Rolle           | Darsteller           | Synchronsprecher |
| --------------- | -------------------- | ---------------- |
| Liza            | Catherine Deneuve    | Gisela Fritsch   |
| Giorgio         | Marcello Mastroianni | Holger Hagen     |
| Giorgios Freund | Michel Piccoli       | Rolf Schult      |